# Vicente Lachner Sandoval

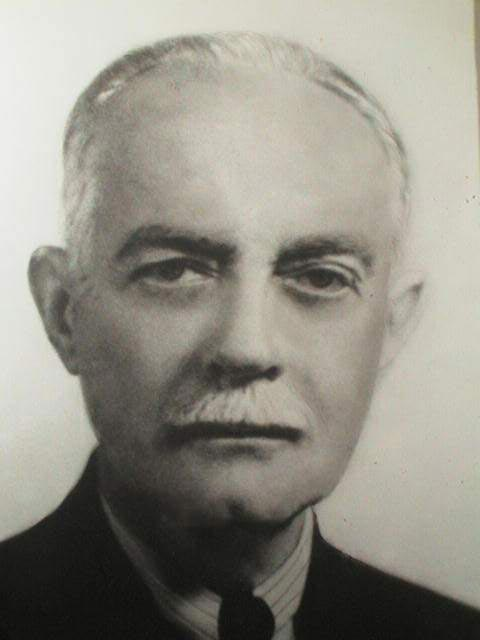
Vicente Lachner Sandoval

Vicente Lachner Sandoval (deutsch auch Vinzenz Lachner-Sandoval; * 6. August 1868 in Cartago; † 1. Dezember 1947 in San José) war ein costa-ricanischer Biologe, Arzt und Pädagoge.

## Leben
Vicente Lachner Sandoval kam als Sohn des aus Mannheim eingewanderten Musiklehrers Peter Vinzenz Lachner (1838–1876) und dessen spanischstämmiger Ehefrau Esmeralda Sandoval († 1873) in Cartago zu Welt und wurde nach seinem Großvater väterlicherseits, dem deutschen Komponisten und Dirigenten Vinzenz Lachner, benannt. Mit sieben Jahren Vollwaise geworden, wurde er von seinem Onkel Manuel Sandoval adoptiert und großgezogen. Als er noch jung war, zog seine Familie nach Alajuela, wo er 1880 seine Sekundarschulausbildung am städtischen Knabeninstitut begann. Zwei Jahre später kehrte er nach Cartago zurück und trat ins Colegio de San Luis Gonzaga ein, wo er seinen Bachelor-Abschluss erwarb.
Später zog er nach San José und studierte am Instituto Universitario de Santo Tomás. 1886 reiste er nach Karlsruhe, wo ihn sein Großvater bei sich aufnahm. Ab 1887 studierte er dort zunächst Ingenieurwesen, später Mathematik und Naturwissenschaften. 1889 setzte er sein Studium in den Fächern Botanik, Zoologie, Physik und Chemie an der Kaiser-Wilhelms-Universität in Straßburg fort, wo er 1892 mit einer Arbeit über die Pflanzengattung Roxburghia seinen ersten Doktortitel erwarb. 1898 wurde er an der Universität Heidelberg zum Doktor der Medizin promoviert. 
Nach Costa Rica zurückgekehrt, heiratete Lachner 1900 Ángela Chacón Paut, mit der er fünf Kinder bekam: Hernán (* 1901), Arnoldo (* 1902), María Isabel (* 1904), Manuel (* 1905) und Rafael (* 1911). Alle seine Kinder ließ er in Deutschland ausbilden. 
Er praktizierte als Arzt in Cartago und stieg dort zum Leiter des Krankenhauses Maximiliano Peralta auf. Zudem unterrichtete er naturwissenschaftliche Fächer am Colegio San Luiz Gonzaga, dem er parallel zu seiner Tätigkeit als Klinikleiter einige Jahre lang als Direktor vorstand, bevor er sich für den pädagogischen Beruf entschied. 1918 amtierte Lachner als Direktor des Sanatoriums Tierra Blanca am Vulkan Irazú, das sich dem Studium der Tuberkulose und der Pflege von Tuberkulosepatienten widmete. 1928 wurde ihm vom costa-ricanischen Staat der Titel eines Professors verliehen. 1933 trat er in den Ruhestand.
Lachner starb 1947 im Alter von 79 Jahren in San José. Seit 1965 ist ein Gymnasium in Cartago, das Liceo Dr. Vicente Lachner Sandoval, nach ihm benannt. Am 19. Oktober 1983 verlieh ihm der costa-ricanische Nationalkongress postum den Vaterländischen Verdienstorden der Republik Costa Rica.

## Pädagogisches Wirken
Vicente Lachner Sandoval spielte eine wesentliche Rolle in der Entwicklung des costa-ricanischen Schulwesens. Am Colegio San Luiz Gonzaga "führte er Erziehungsgrundsätze nach deutschem Vorbild ein, die bald auch in anderen Schulen Costa Ricas übernommen wurden. [...] Lachner führte seine Anstalt einerseits mit äußerster Strenge und eiserner Zucht, so daß ihm seine Gegner den Spottnamen "Der Preuße" gaben. Doch mit dieser harten Disziplin verband er andererseits Milde, Güte und Menschenfreundlichkeit. Er nahm sich besonders der schwer erziehbaren und geistig schwächeren Schüler an. Sein pädagogisches System wurde in Costa Rica bald Mode."

## Schriften
- Vinzenz Lachner-Sandoval: Beitrag zur Kenntnis der Gattung Roxburghia, Botanisches Centralblatt, Jg. 13 (1892), Nr. 13, S. 129–136.

- La Síntesis de la Naturaleza

- Lecciones de Biología General para los Colegios de Segunda Enseñanza según los Programas Oficiales del V Curso.